# ئی‌ام‌دی اس‌دی۴۵تی-۲
ئی‌ام‌دی اس‌دی۴۵تی-۲ (انگلیسی: EMD SD45T-۲) یک لوکوموتیو دیزلی ساخت شرکت جنرال موتورز الکترو-موتیو دیویژن است.
این لوکوموتیو که مابین سال‌های ۱۹۷۲ تا ۱۹۷۵ تولید می‌شده دارای ۲۰ سیلندر و ۳۶۰۰ اسب بخار قدرت بوده است.